# Hohenegg
Zřícenina hradu Hohenegg se nalézá na vrcholu kopce v lese Dunkelsteinerwald nedaleko od trhové obce Hafnerbach v okrese St. Pölten ve spolkové zemi Dolní Rakousy. Až do zrušení panství v roce 1848 byl Hohenegg nejstarším a nejvýznamnějším panstvím ze všech panství patřících do sjednoceného panství Mitterau.

## Historie
První písemná zmínka o hradu pochází z roku 1140. V roce 1173 se syn Hermanna von Stein, hrabě Gebhart, pojmenoval po hradu Hohenegg. Po roce 1188 přešel hrad na větev hrabat z Hohenburgu. Kolem roku 1210 získal hrad jako výsostné léno Rudolf z Pottendorfu. Kolem roku 1358 získal hrad od svého švagra Leutolda von Pottendorf Reinprecht I. von Walsee. V roce 1463 nechali páni z Walsee provést rozsáhlé rozšíření hradu. V roce 1464 prodal Wolfgang V. z Walsee hrad Hohenegg Matthäusovi Spaurovi, který provedl rozšíření o rok dříve. Po něm se stal hradním pánem Zikmund v roce 1513 a Christoph, baron Spaur, v roce 1534.
V roce 1542 prodal Christoph von Spaur hrad Ludwigu von Kirchberg. V roce 1571 jej získali jeho dědicové.
V roce 1579 získal panství a hrad Hohenegg od dědiců z Kirchbergu Albrecht baron von Enenkel, který jej v letech 1584-1594 nechal přestavět na renesanční zámek. V roce 1606 přešel hrad do vlastnictví rodu Mammingů.
V roce 1624, kdy císař Ferdinand II. obdaroval hraběte Ernesta Montecuccoliho, přešlo panství Hohenegg na rod Montecuccoli, který dodnes vlastní v regionu významné statky (např. zámek Mitterau). V roce 1631 sídlila na Hoheneggu hraběnka Barbara Montecuccoli. Kolem roku 1740 přenesl hrabě Zeno Montecuccoli z finančních důvodů své sídlo z hradu Hohenegg na nedaleký zámek Mitterau. S přestěhováním rodu se panství Hohenegg stalo součástí panství Mitterau. Raimondo Montecuccoli později nechal Hohenegg opět rozšířit a postavil také vnější hrad a sedmipatrovou věž.

## Galerie

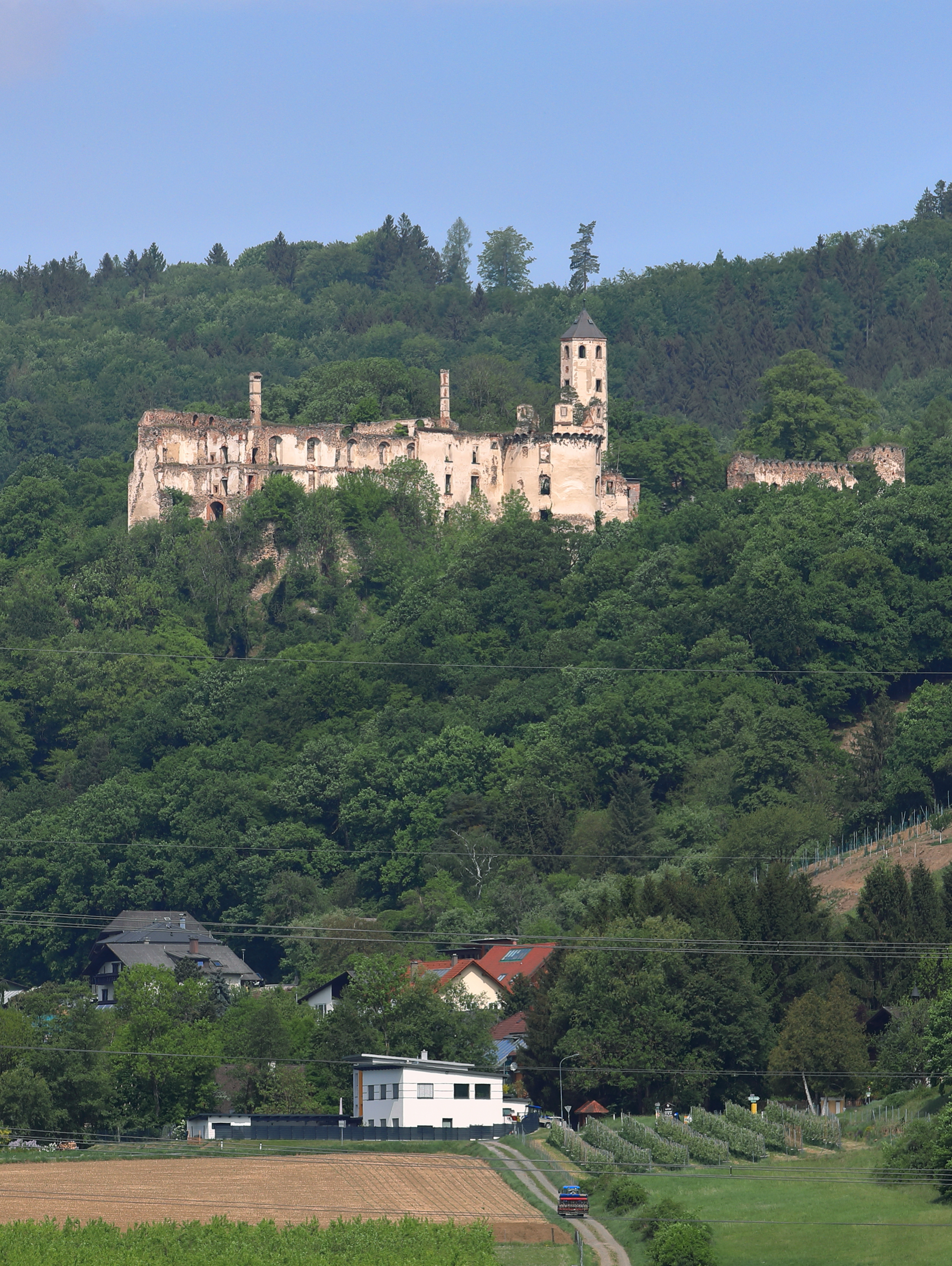
pohled na hrad Hohenegg od jihovýchodu
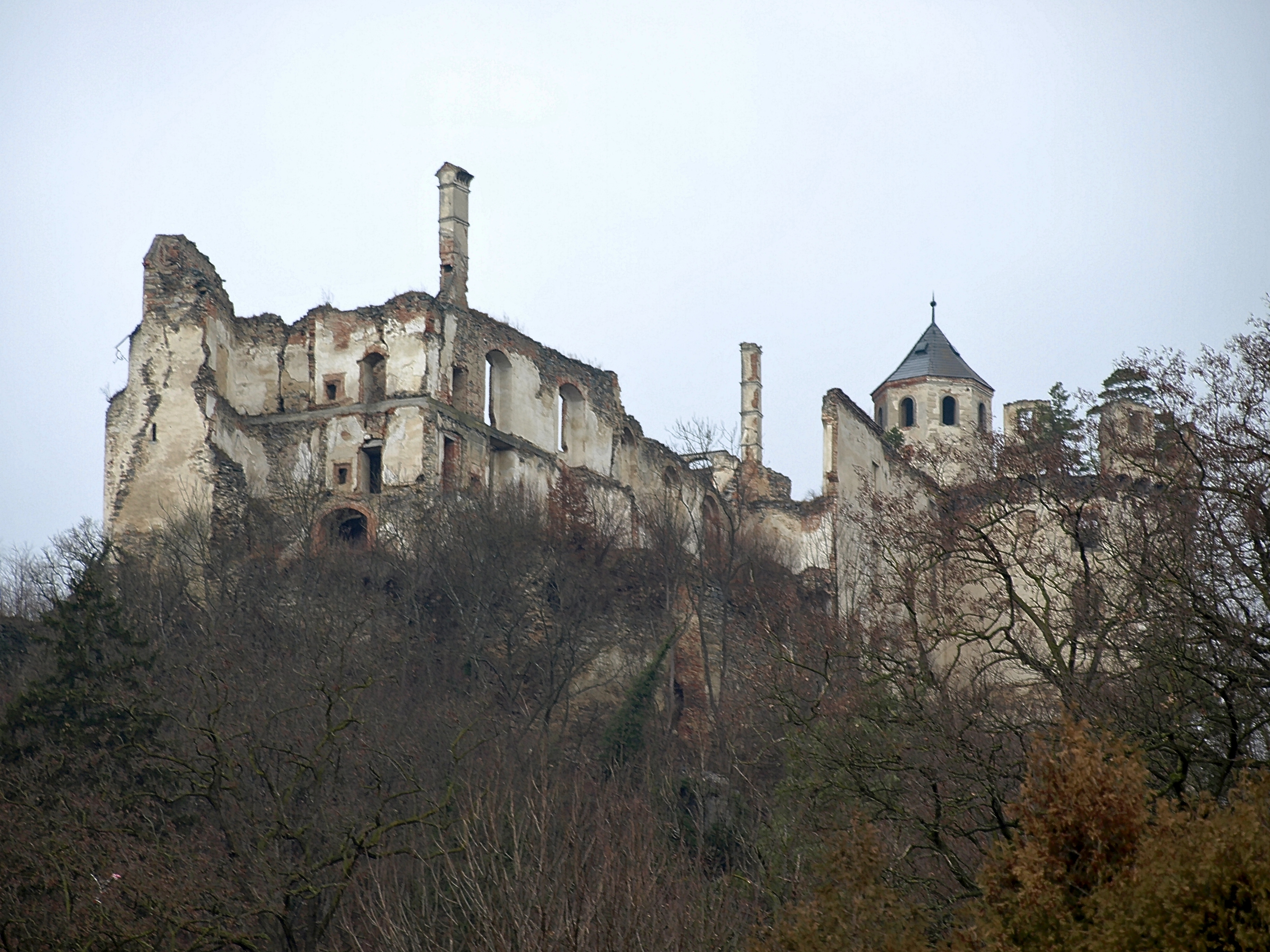
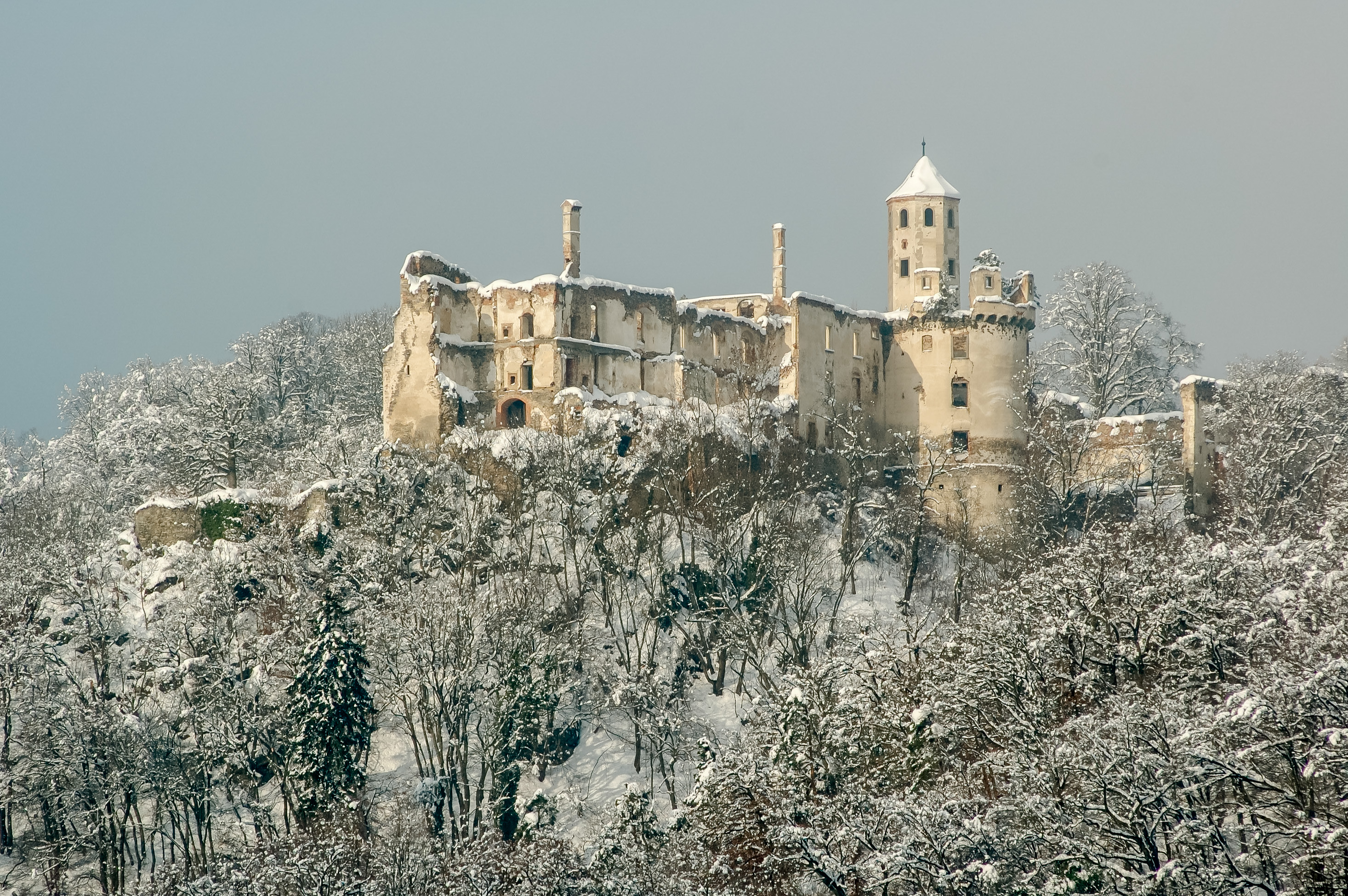